# Erdős Lectures
Erdős Lectures in Discrete Mathematics and Theoretical Computer Science é uma série de palestras na Universidade Hebraica de Jerusalém, Israel, denominadas em memória do matemático Paul Erdős. O evento conduz para Israel um matemático ou cientista da computação de destaque todo ano na primavera. O assunto das palestras é matemática discreta e ciência da computação teórica.
A primeira palestra foi apresentada em 1998.

## Lists de palestras
- 1998: Alexander Razborov e Jeff Kahn
- 1999: Richard Peter Stanley e Johan Håstad
- 2001: Joel Spencer
- 2002: Madhu Sudan
- 2003: Maria Chudnovsky
- 2004: Imre Bárány
- 2005: János Pach e Endre Szemerédi
- 2006: József Beck
- 2007: Van H. Vu
- 2008: Henry Cohn
- 2010: Éva Tardos
- 2011: Günter Matthias Ziegler
- 2012: Luca Trevisan
- 2013: Michael Saks
- 2014: Daniel Spielman
- 2015: Subhash Khot
- 2016: June Huh
- 2017: József Solymosi
- 2018: Igor Pak[2]